# Epitaph für Philipp Friedrich von Geismar

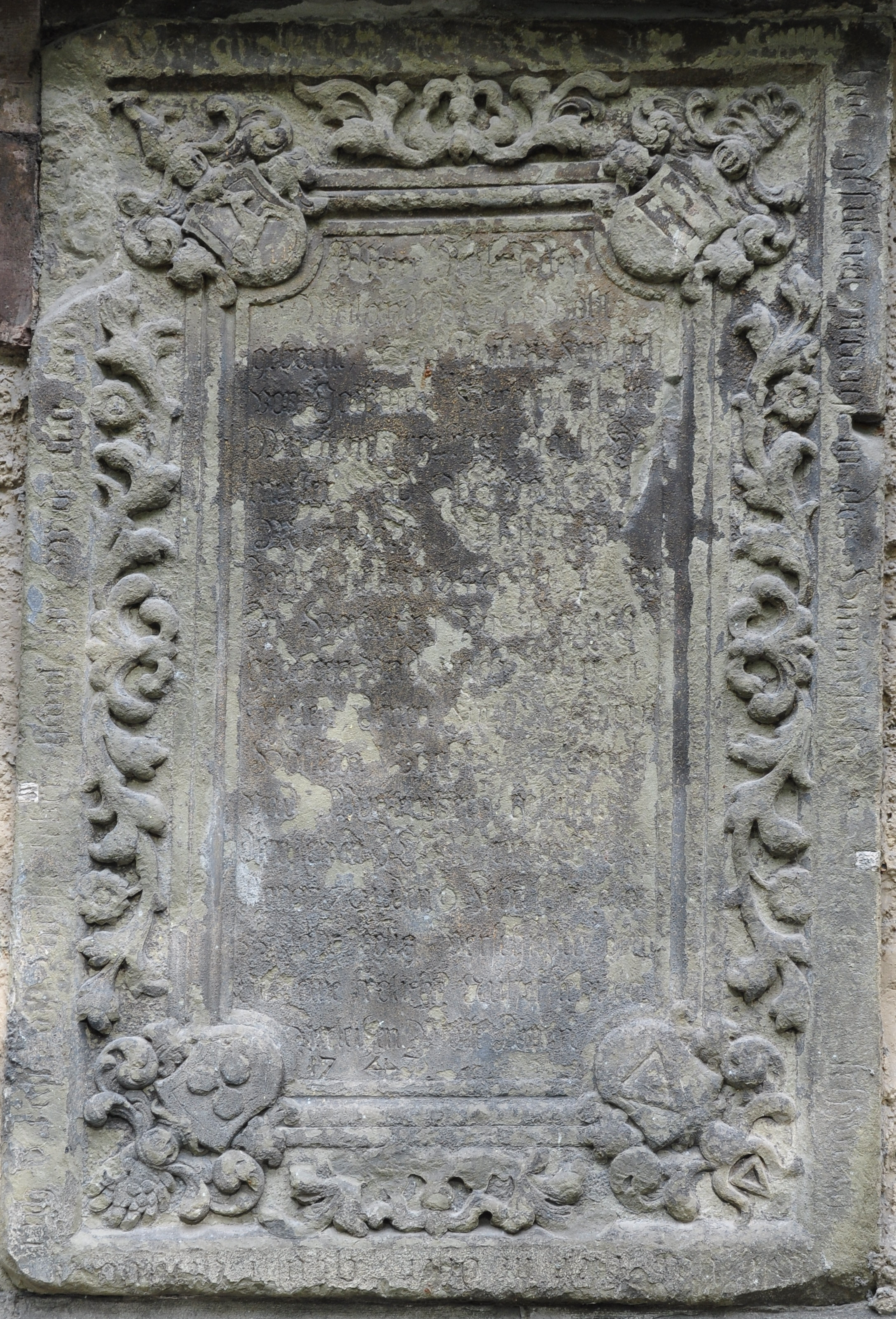
Epitaph für Philipp Friedrich von Geismar, 2014.

Das Epitaph für Philipp Friedrich von Geismar ist ein Wandepitaph an der Hospitalkirche in Stuttgart. Das Außenepitaph ist dem württembergischen Rat, Hofmeister und Obervogt zu Marbach am Neckar Philipp Friedrich von Geismar (1646–1701) gewidmet. Das Epitaph besteht aus einer teilweise stark verwitterten Inschriftentafel mit einer ornamentalen Randleiste.

## Beschreibung
Das Wandepitaph ist an der ehemaligen Südwand des Langhauses der Hospitalkirche rechts neben dem Reformationsdenkmal angebracht. Es besteht aus einer Inschriftentafel, die von einer Umschrift, einer Randleiste mit floralem Rankenwerk und 4 Wappen an den Ecken  eingerahmt wird. Das Wappen mit einem aufspringenden Hirsch ist das Wappen der Familie Geismar. Die Inschrift und die Umschrift sind teilweise stark verwittert. Aus den entzifferten Bruchstücken der Inschrift lassen sich Namen, Ämter, Geburtsjahr und Geburtsort des Verstorbenen erkennen:
| Philipp Friderich von Gaißmar Württembergischer Rath Hofmeister und Obervogt zu Marbach ... 1646 ... Zu Homburg vor der Höhe |

## Philipp Friedrich von Geismar
Philipp Friedrich von Geismar (1646–1701) wurde in Bad Homburg vor der Höhe als Sohn des Kammerrats Eitel Wilhelm von Geismar (1614–1679) geboren. Sein Vater stand seit 1649 als Hofmeister und spätestens seit 1671 als Oberhofmeister im Dienst der Landgrafen von Hessen-Homburg und Hessen-Darmstadt. Geismar studierte ab 1. Juni 1666 an der Universität Gießen und wurde 1669 Hofmeister der Söhne von Herzog Philipp Ludwig von Schleswig-Holstein-Sonderburg-Wiesenburg auf Schloss Wiesenburg bei Zwickau und an der Ritterakademie des Collegium illustre in Tübingen.
Nach dem Tod von Herzog Wilhelm Ludwig von Württemberg 1677 wirkte er als Rat und Hofmeister der Herzoginwitwe Magdalena Sibylla von Württemberg in Kirchheim unter Teck. Nach dem Tod von Herzog Friedrich Karl von Württemberg-Winnental 1698 wirkte er ab 1699 als Rat und Hofmeister der Herzoginwitwe Eleonore Juliane von Württemberg.
Philipp Friedrich von Geismar starb 1701 im Alter von 55 Jahren. Er war mit der 1662 in Halle geborenen Eva Sophie von Phul verheiratet, die 1731 im Alter von fast 69 Jahren in Nürtingen starb.